# Українська рота
Українська рота — військовий підрозділ котрий діяв з грудня 1941 до 1945 рр. у Другій світовій війні. Набирали людей з табору біля Хутір - Михайлівська, один взвод дали з Глухівського табору військовополонених у 1942 році, під командуванням Ключарєва 06.01.1942 р., розформована у 1942 році. Після чого направлена на охорону жандармерії.

## Історія створення "Української роти"
Ініціаторами створення роти, за свідченнями колишніх добровольців, стали офіцери РСЧА з числа полонених — майор Георгій Федірович Смориго 1906 р.н., капітан Іван Іванович Затолока 1905 р.н. та поволзький німець Рейнгольд Францевич Шмайке 1903 р.н., який, завдяки походженню, став співробітником адміністрації табору. Набір серед в’язнів проводився на добровільних засадах, їм пропонувалось записуватись у список для роботи на відновленні заводів та доріг, за що ті згодом сподівались отримати свободу. Приймали не всіх — тільки молодих і здорових. 27 грудня 1941 р. набраних добровольців — близько 180 чол. — перевезли вантажівками під німецьким конвоєм до містечка Грем’яч на Чернігівщині (зараз — село Новгород-Сіверського району). Тільки тут нарешті виявилось справжнє призначення новостворюваного підрозділу. Як виявилось, його не планували використовувати у ролі робочого формування, натомість, більш пріоритетним для окупантів питанням була організація системи охорони тилу групи армій «Південь». На Сумщині цим займалась 213-та охоронна дивізія, у розпорядженні якої був 57-й полк ландшуц у складі чотирьох батальйонів — 415-го, 837-го, 380-го та 552-го. Через обмежену чисельність тилових формувань Вермахту, і з ліквідацією всіх радянських державних і суспільних установ, поза основними дорогами і адміністративними центрами утворювався владний вакуум, який треба було чимось негайно заповнювати. Тож, на перший час низовою ланкою силових структур окупаційного режиму мали стати місцеві допоміжні формування, які нашвидкуруч почали створюватись у зоні відповідальності дивізії. Таким чином, у цей період в райцентрах області у підпорядкуванні 552-го охоронного батальйону Вермахту було створено відразу чотири допоміжних роти: дві «українські» в Глухові та Шостці, і дві «російські» в Новгород-Сіверську та Середина- Буді (остання згодом переведена в Льгов Курської обл. РСФСР). Роту розмістили у Шостці, в будинку по вулиці Карла Маркса, 10. Станом на 7 січня 1942 р. вона нараховувала 175 осіб, згодом чисельність зросла до 250 чол. Рота отримала озброєння — радянські гвинтівки Мосіна для рядових та пістолети різних систем для офіцерів. Єдині знаки розрізнення, які отримали добровольці, були білі пов’язки «з нацистським знаком» — тобто, найімовірніше, із стандартним для таких випадків написом німецькою «На службі німецького Вермахту» і печаткою частини, у якій вони були видані. Офіцери для зручності і позначення свого статусу продовжували носити командирські петлиці РСЧА. Харчове забезпечення було встановлене за нормами Вермахту. Тоді ж, у січні 1942, солдати склали присягу — її прийняв місцевий німецький військовий комендант міста. Структура роти усталилась у вигляді 4-х взводів (із взводом Ключарєва — 5), по 3 відділення в кожній. За взводами були закріплені кулемети (трофейні «Максими» і ДП-27), а у розпорядження комроти надійшла радянська 76-міліметрова гармата. Основним і постійним завданням підрозділу була охорона стратегічних об’єктів міста — порохового, капсульного, цукрового, спиртового заводів та фабрики кіно- плівки. Охорону несли по черзі, за принципом ротації по 5 діб, одна караульна зміна включала близько 30 осіб. На цей час рота підпорядковувалась німецькому коменданту Шостки гауптману Вітіману, згодом — майору Таубеку. До складу патрулів входили також німецькі військовослужбовці, вони ж на початковому етапі контролювали і видавали зброю і набої (по 10 штук на особу).
З початком весни 1942 р. рота почала виїжджати з міста на анти- партизанські операції. У цих випадках вона надходила у розпорядження німецьких частин — передусім 552-го ландшуц-батальйону, угорських підрозділів, рідше діяла самостійно чи спільно з сільською поліцією. Всього за короткий час існування «української роти» її солдати здійснили до 12 бойових виїздів у села Шосткинського, Глухівського, Середино - Будського та інших районів Сумщини. В березні 1942 р. «українська рота» спільно з німецькими підрозділами брала участь у штурмах захоплених партизанами селища та залізничної станції Хутір-Михайлівський (Ямпільський район), села Ситне (Середино-Будський район) та ліквідації партизанської бази в селі Волокитине (Путивльський район). Під час двогодинного бою в Хуторі-Михайлівському рота зазнала перших втрат. 8 березня 1942 р. вона разом з німецьким підрозділом здійснила спалення хуторів Гута, Каплиця, Землянка і Теребеньки. Попередньо операція планувалась не як каральна, а як бойова і полягала у ліквідації партизанської бази. З боку нацистів керівництво операцією взяли на себе офіцери СС. Їм підпорядкували «українську роту», яку орієнтували на штурм укріплених позицій ворога і наказали стріляти у все, що рухається. Тож, наступ на село супроводжувався вогнем з артилерії і мінометів, а підозрілі будинки, у яких могли бути вогневі позиції партизанів, обстрілювали запалювальними кулями. Коли добровольці увійшли до села і не виявили там противника — його оточили, і, за наказом офіцера СС розстріляли всіх селян, незалежно від віку і статі, які на той момент ще залишалися живими. Загалом у цей день загинуло до 200 місцевих жителів. Згодом, під час слідства у 1967–1968 рр., у безпосередньому здійсненні розстрілів добровольці звинуватили саме групу солдатів СС, і слідчі не знайшли свідчень протилежного. Новим командиром став радянський майор Дмитренко, він же керував добровольцями у важких боях травня-червня 1942 р. в селах Жихове і Зноб-Новгородське Середино-Будського району, Собичеве та Івот Шосткинського району, та при нічному штурмі зайнятого партизанами міста Середино-Буди. В липні 1942 р. бойова діяльність роти різко скоротилась — зокрема, через дезертирство 25 солдатів, які перейшли на бік партизанів, та розстріл після слідства в СД Георгія Смориго. 13 серпня підрозділ був остаточно розформований. Після розформування роти більшість її бійців було "влито" до ново- створюваних поліційних формувань Шосткинського району у підпорядкуванні німецької жандармерії, а один взвод залишився в складі Вермахту і був влитий до 552-го ландшуц-батальйону. Останній брав участь у фронтових боях з наступаючою Червоною армією на р. Десна, згодом — в червні 1944 р. — переведений до Франції. Там добровольці знову вели оборонні бої — цього разу проти англо-американських військ біля міста Шарлевіль в Арденах. Більшість з тих, що вижили, в кінці 1944 р. змогли перевестись до Російської визвольної армії генерала Власова. З тих добровольців, які залишились в Шостці, німецька жандармерія почала формувати місцеву поліцію та спецпідрозділ для боротьби з партизанами («Особый отряд»).
Спецзагін повністю складався з колишніх солдатів «української роти» (42 бійці). Цих сил було явно недостатньо, і на Сумщину з Чернігова перекинули 136-й батальйон шуцманшафту, а з грудня 1942 в Шостці почалось формування 137-го батальйону, куди перевели і більшість колишніх солдатів «української роти».
Батальйон використовувався здебільшого у караульній службі, а з відступом німецької армії опинився в Польщі, де в серпні 1943 р. був задіяний у ліквідації Білостоцького гетто і знищенні втікачів та груп опору. Наслідком такого застосування батальйону стало масове дезертирство шуцманів, апогеєм якого стала втеча зі зброєю українського командира частини, майора Шульги, з 10 товаришами. Батальйон був роззброєний, а за місяць його залишки "влито" до 34-го полку поліції СС. Проте до бойової чи навіть тилової служби ненадійних шуцманів більше не допустили, і ще за місяць розподілили по пожежних відділках Відня та інших міст. Окремі бійці були направлені до будівельних частин Вермахту, або, в ролі остарбайтерів, потрапили на роботу до німецьких селян.
Більшість солдатів «української роти», які пережили війну, у 40-х роках були виявлені радянськими каральними органами і засуджені до різних покарань. Служба частини з них у РСЧА у 1944–1945 рр. не стала пом’якшувальною обставиною — за судовими вироками, їх ще й позбавляли здобутих радянських нагород. У 1967–1968 рр. частина з них була засуджена повторно — особистої участі у злочинах проти цивільного населення слідство не довело, але співучасть у цих подіях була безсумнівною. Всього радянською владою по війні виявлений і засуджений 41 колишній доброволець.

## Світлини

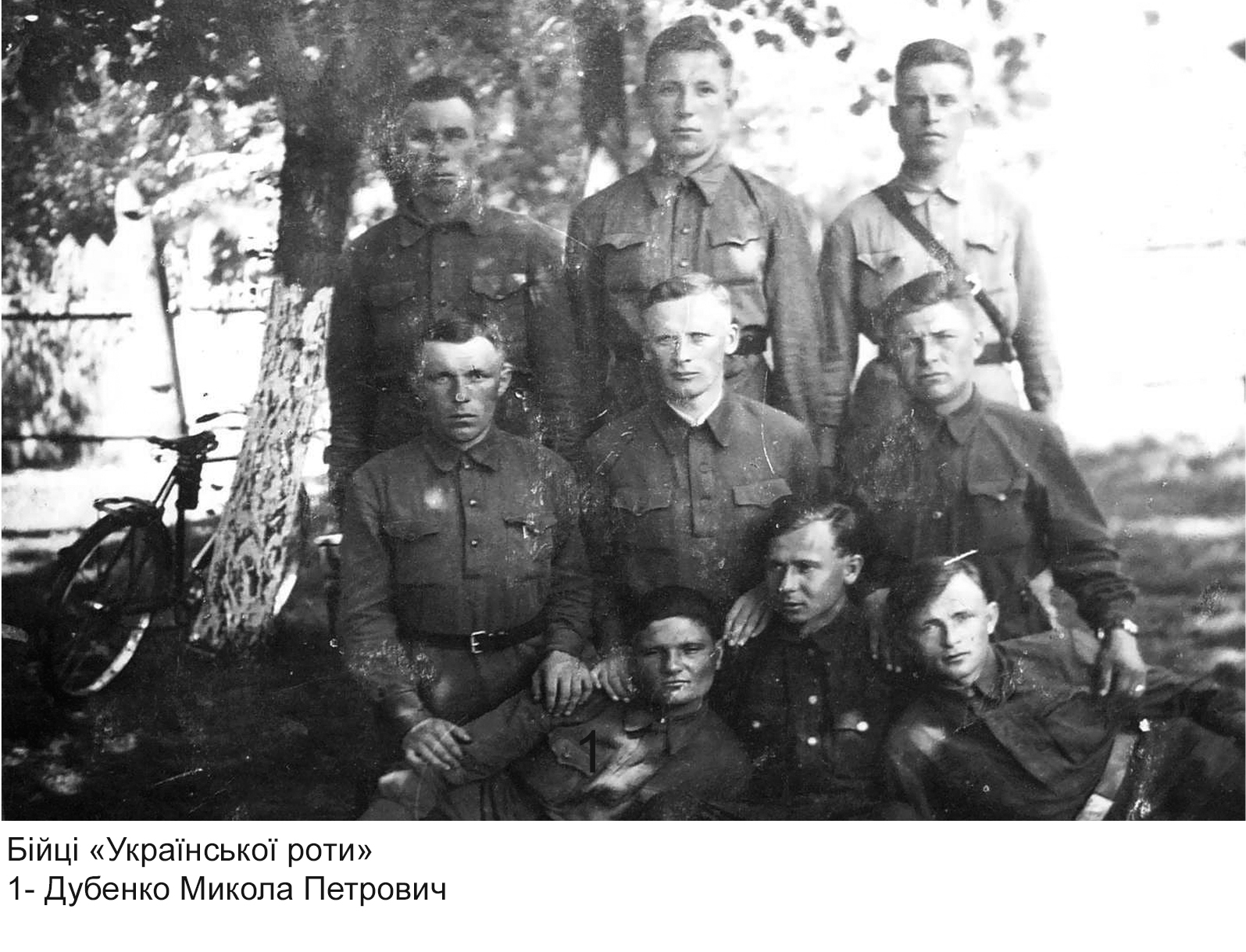
Бійці Української роти
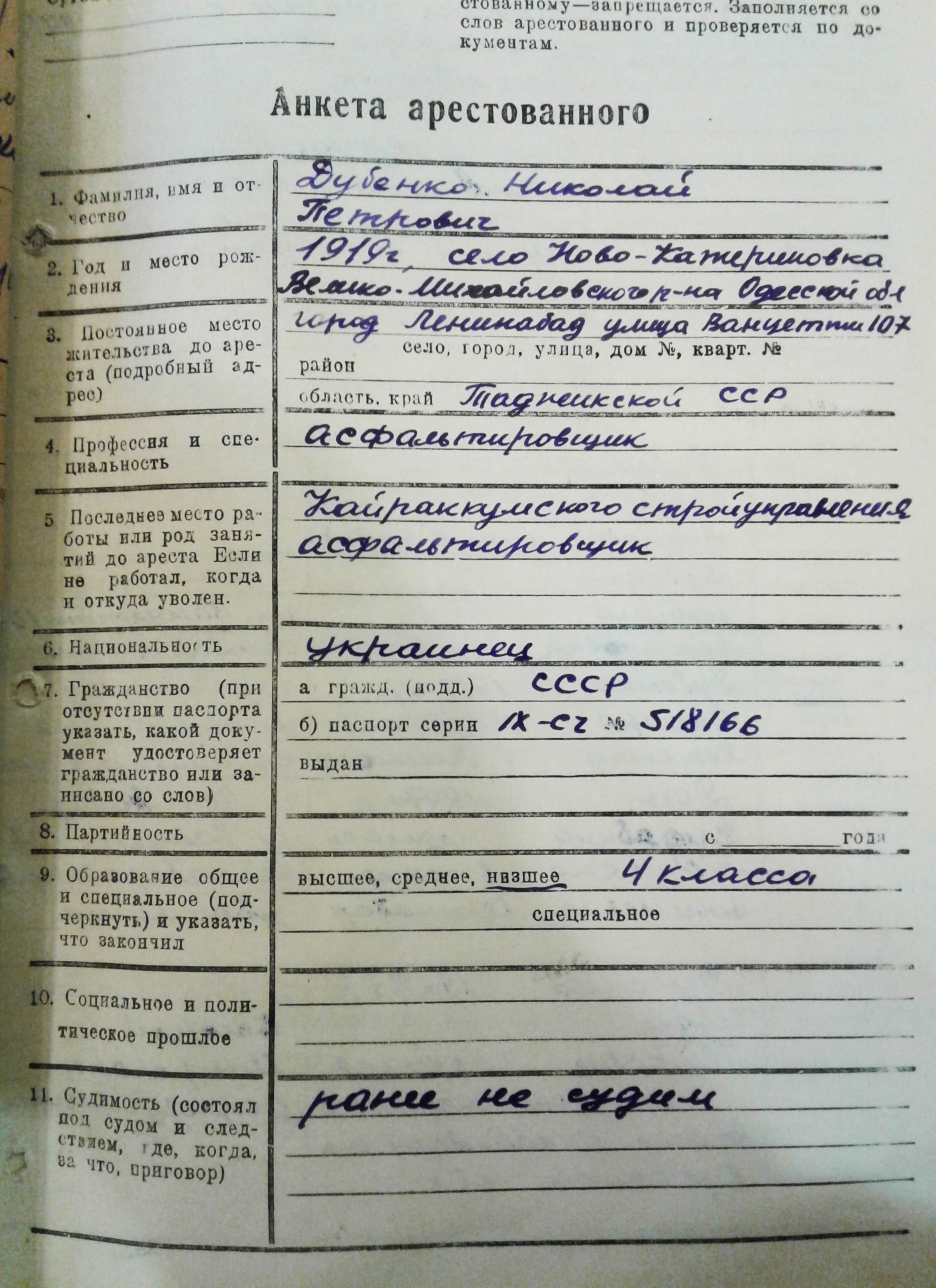
учасник "Української роти" при спаленні хуторів Гута, Каплиця, Теребеньки
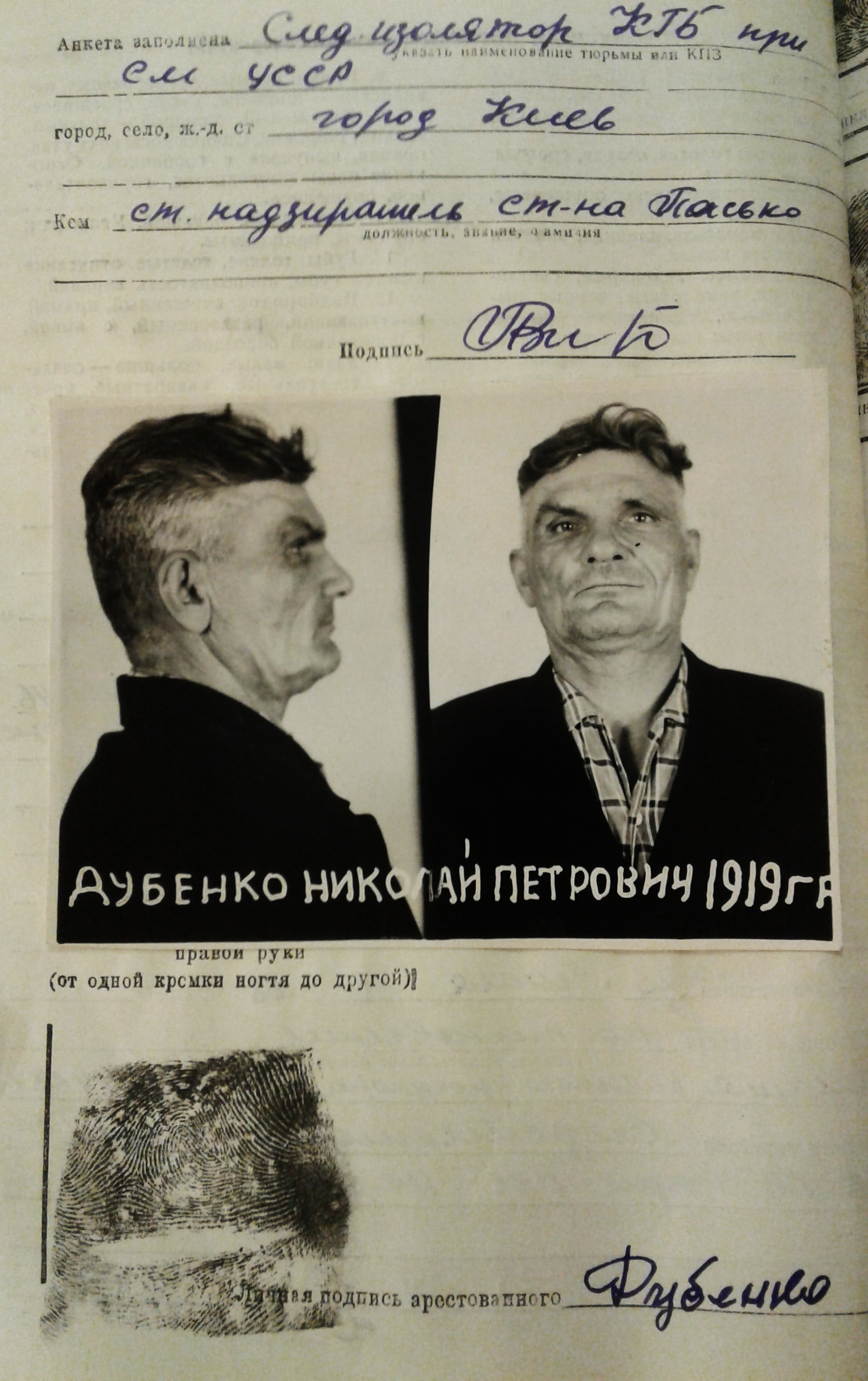
учасник "Української роти" при спаленні хуторів Гута, Каплиця, Теребеньки
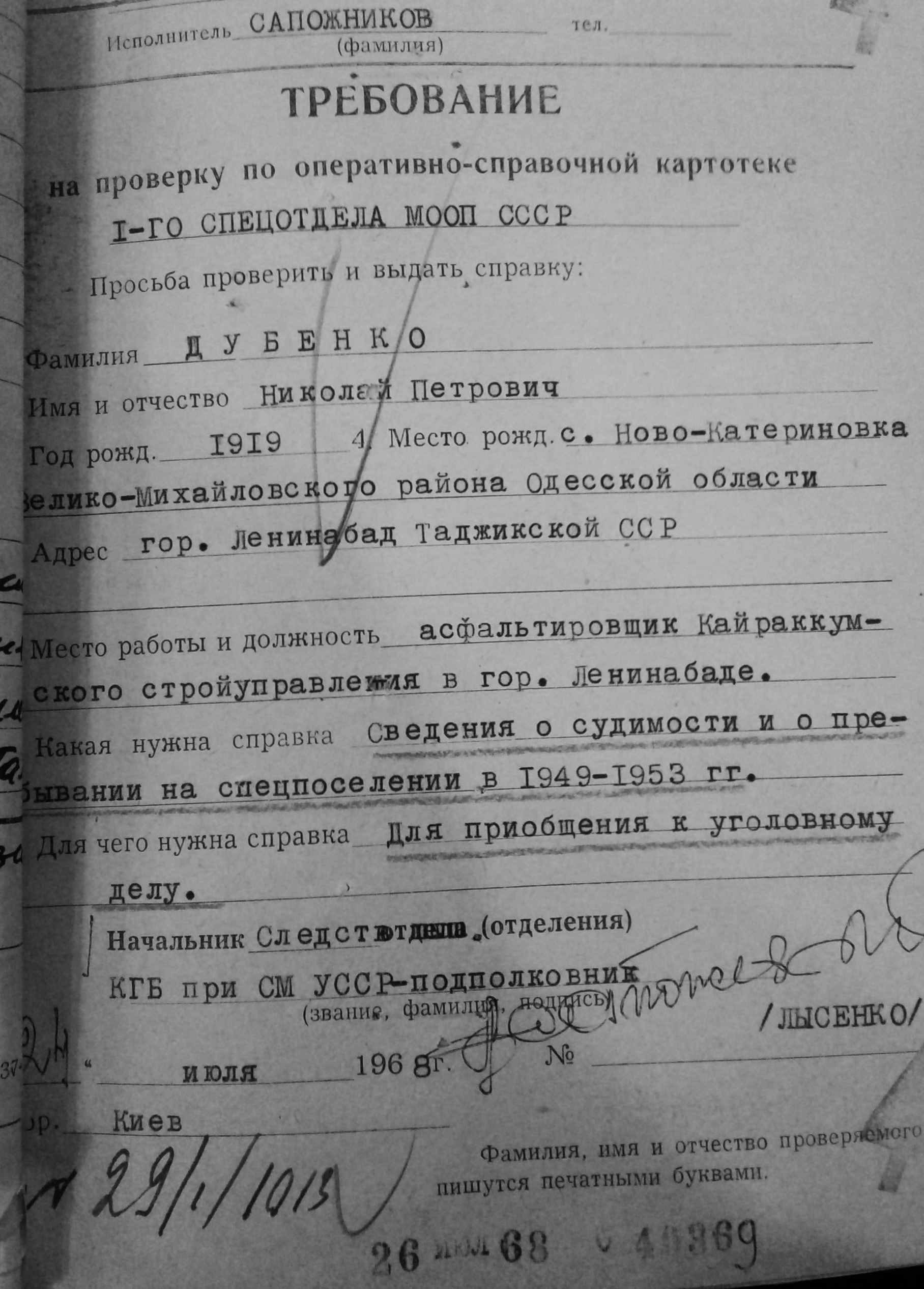
учасник "Української роти" при спаленні хуторів Гута, Каплиця, Теребеньки
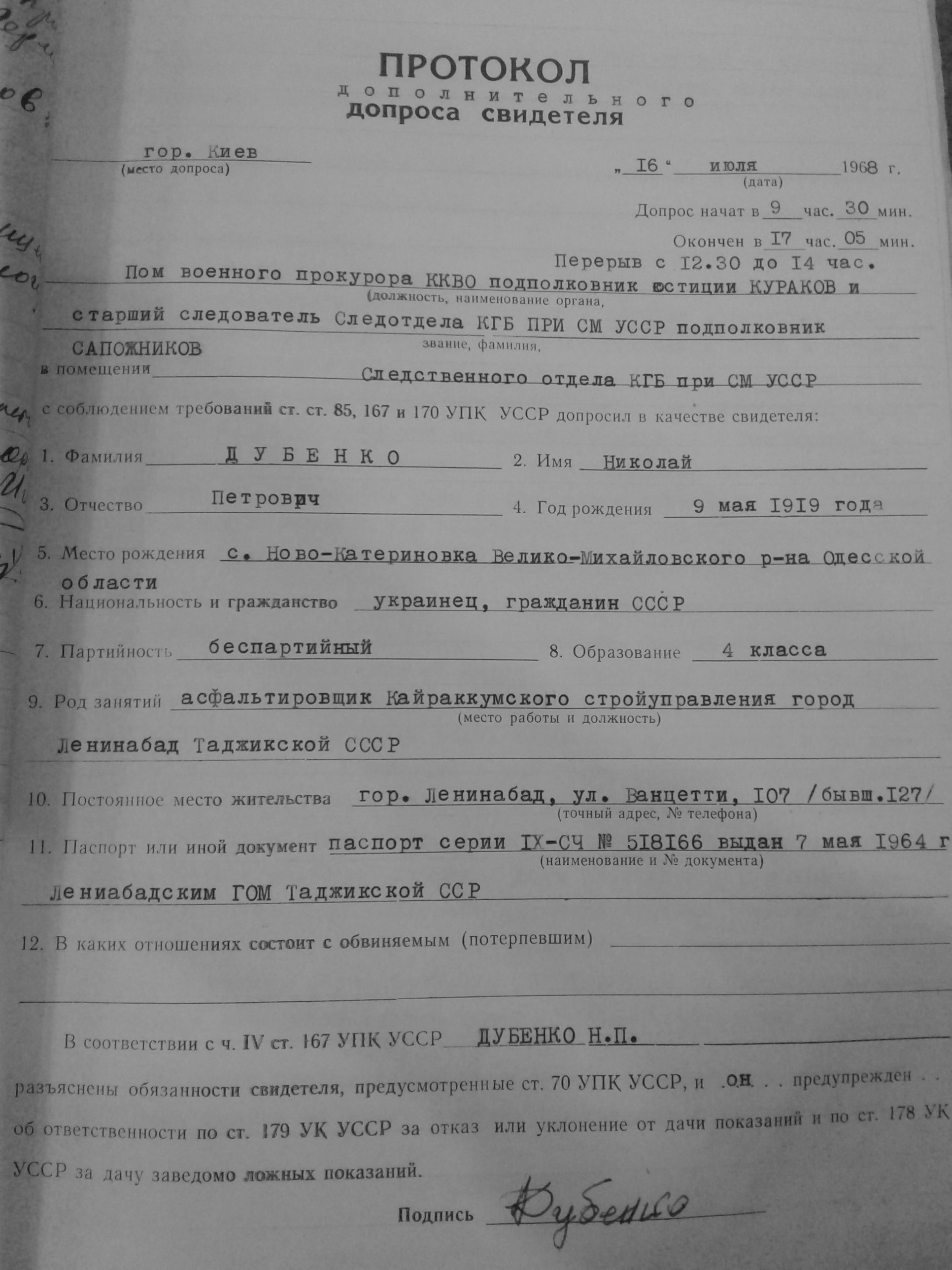
учасник "Української роти" при спаленні хуторів Гута, Каплиця, Теребеньки
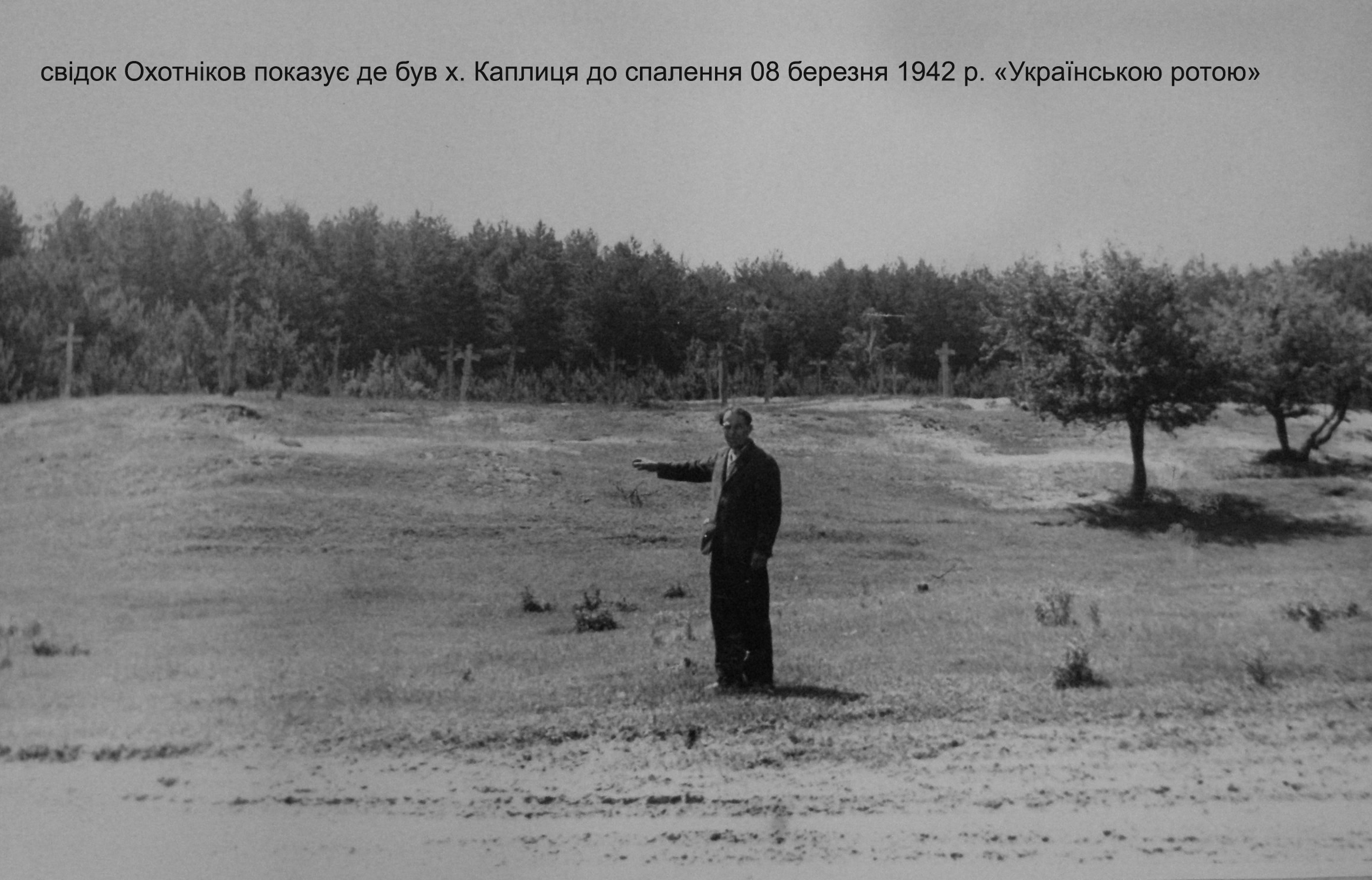
Свідок Охотніков показує місце до спалення х. Каплиця
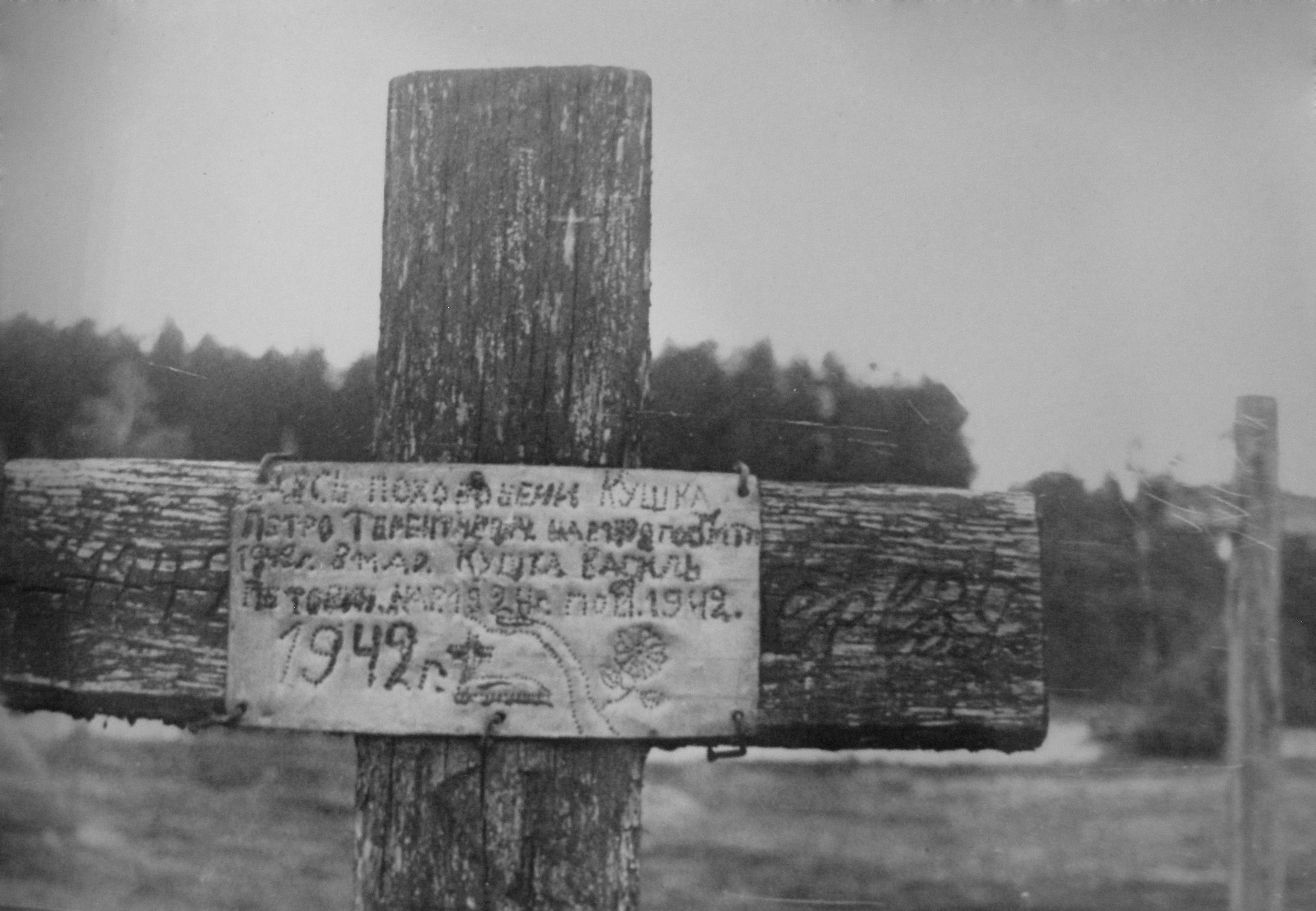
Х. Каплиця. Хрест загиблому мешканцю
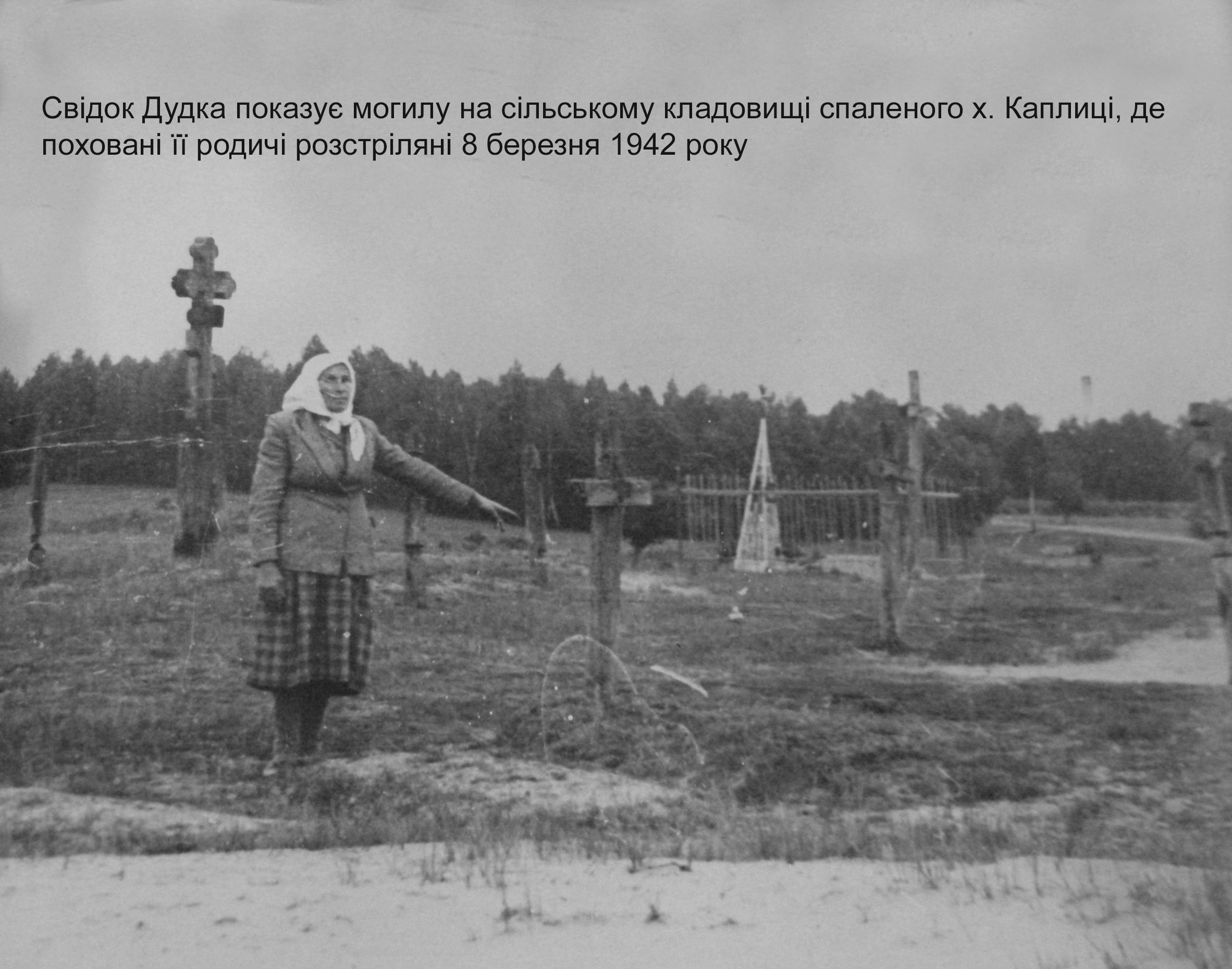
Свідок Дудка показує могилу на сільському кладовищі спаленого х. Каплиці, де поховані її родичі розстріляні 8 березня 1942 року
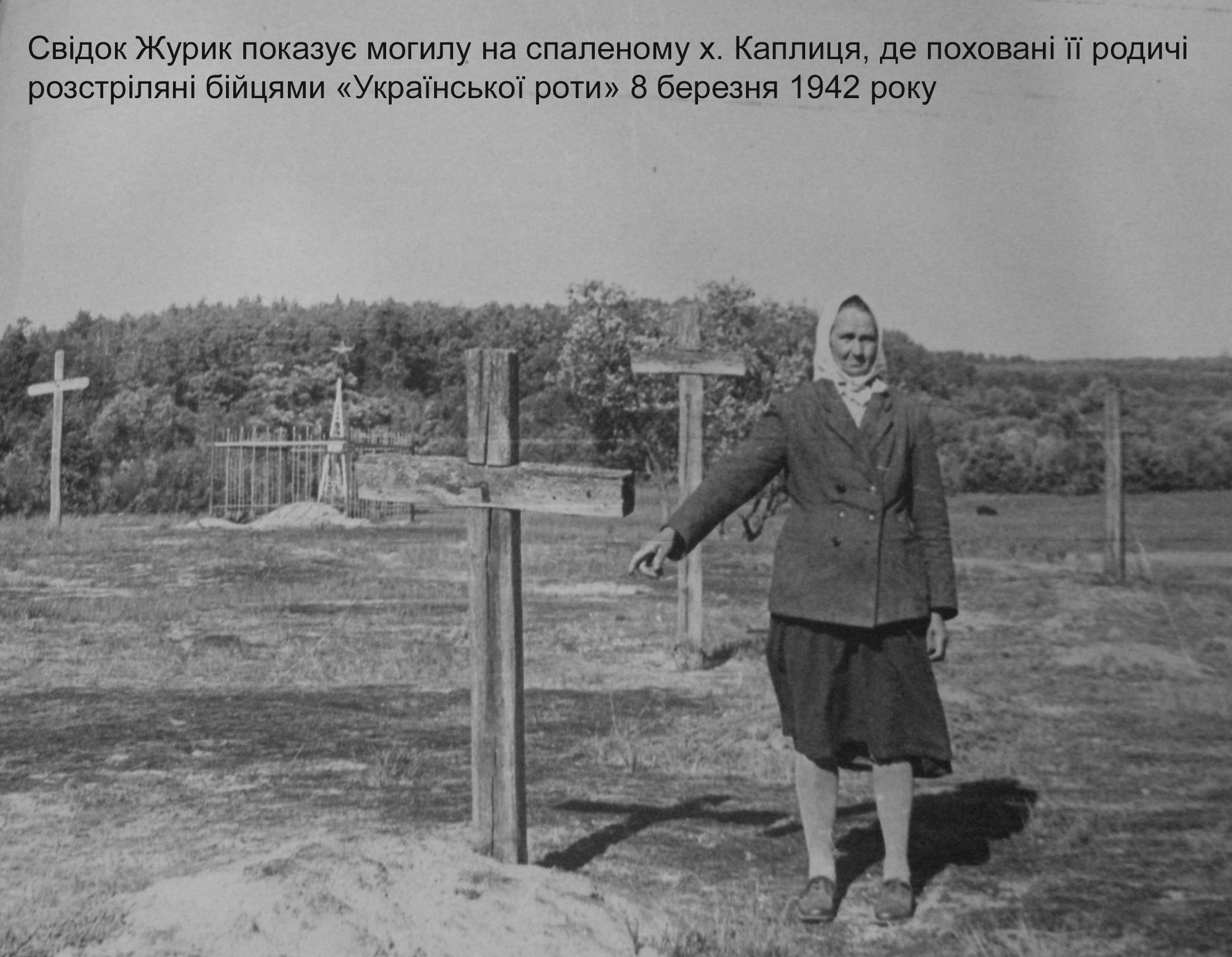
Свідок Журик показує могилу на спаленому х. Каплиця, де поховані її родичі розстріляні бійцями «Української роти» 8 березня 1942
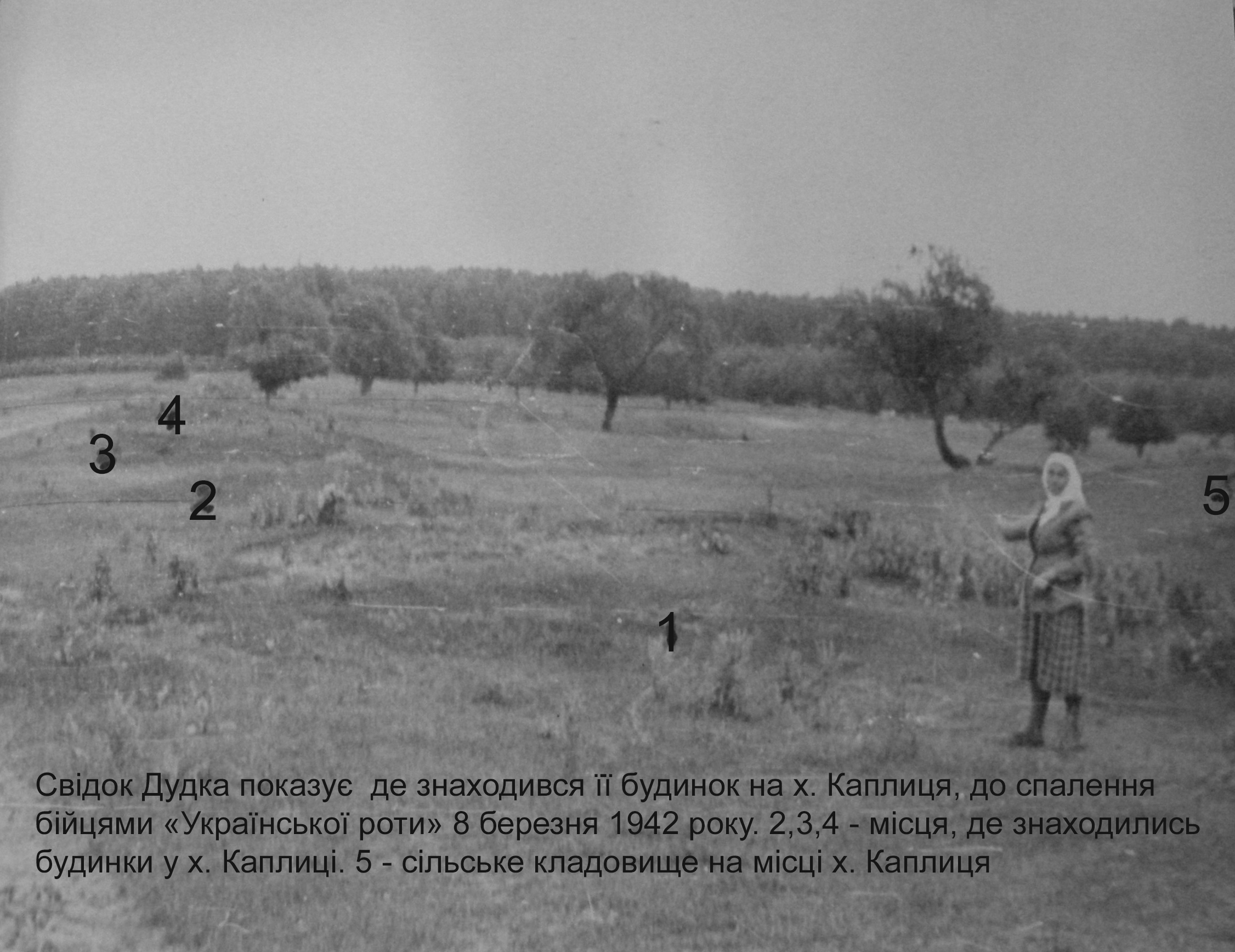
Свідок Дудка показує де знаходився її будинок на х. Каплиця, до спалення бійцями «Української роти» 8 березня 1942 року
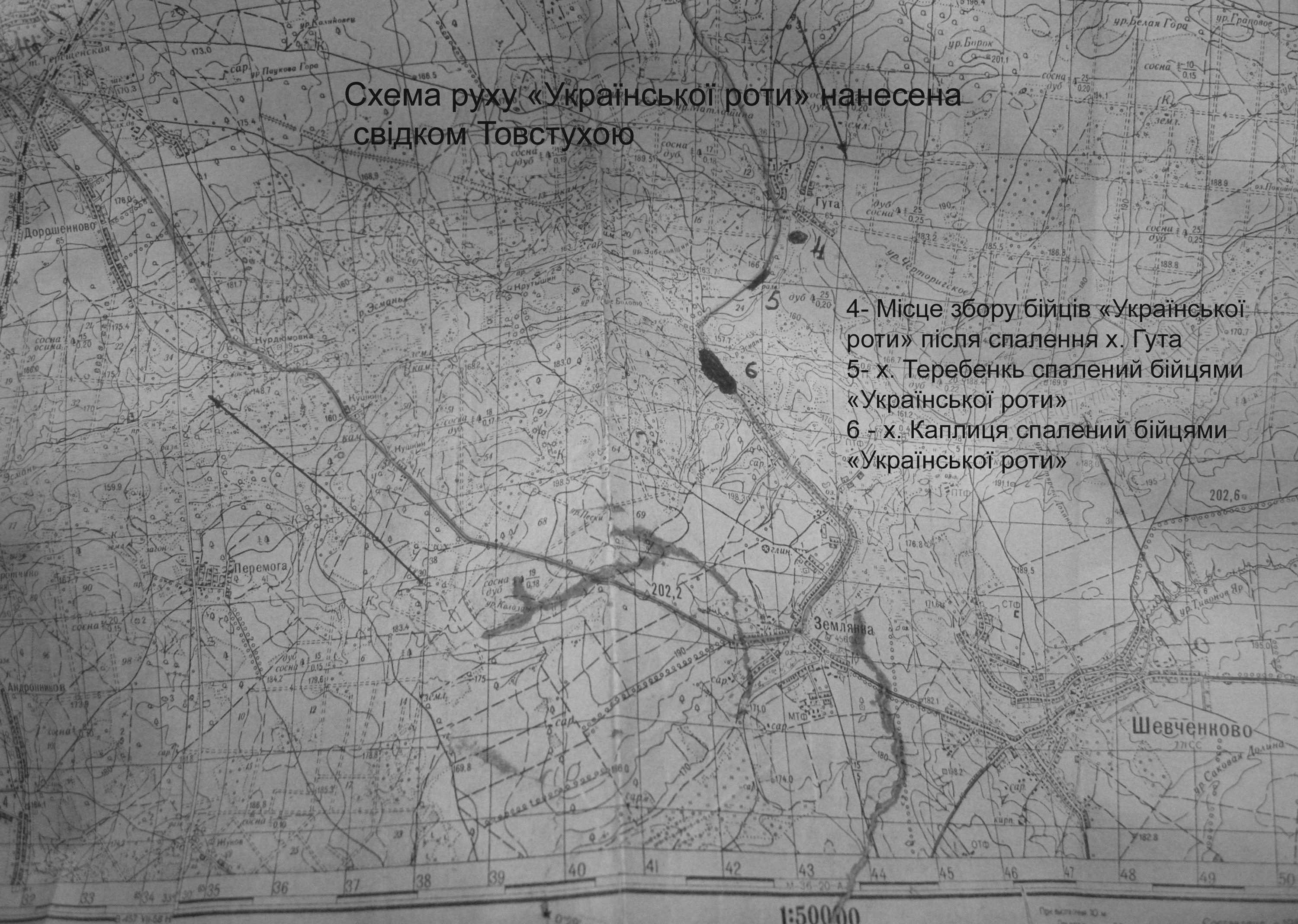
Карта спалення хуторів Гута, Каплиця, Теребеньки 8 березня 1942
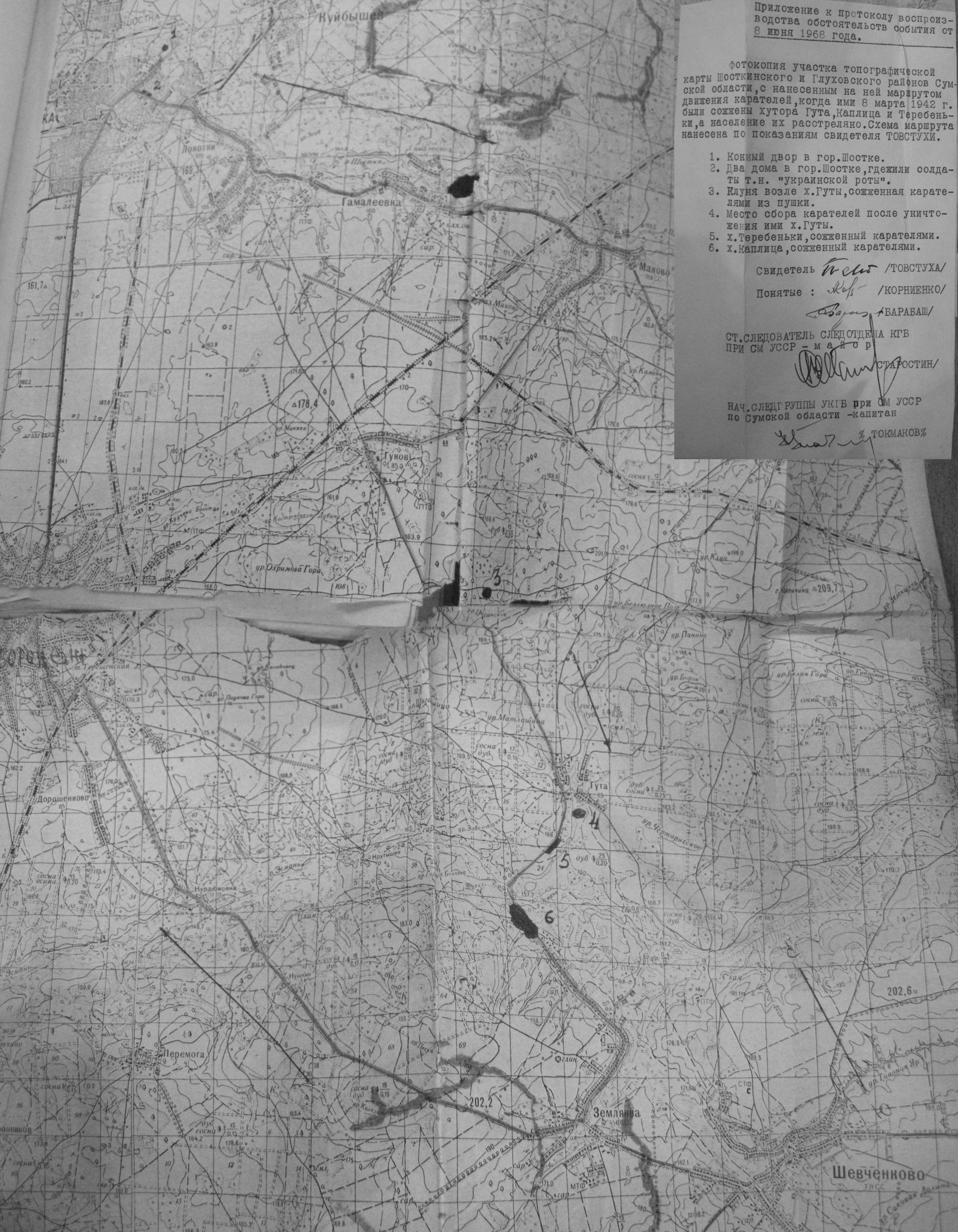
Карта спалення хуторів Гута, Каплиця, Теребеньки 08 березня 1942
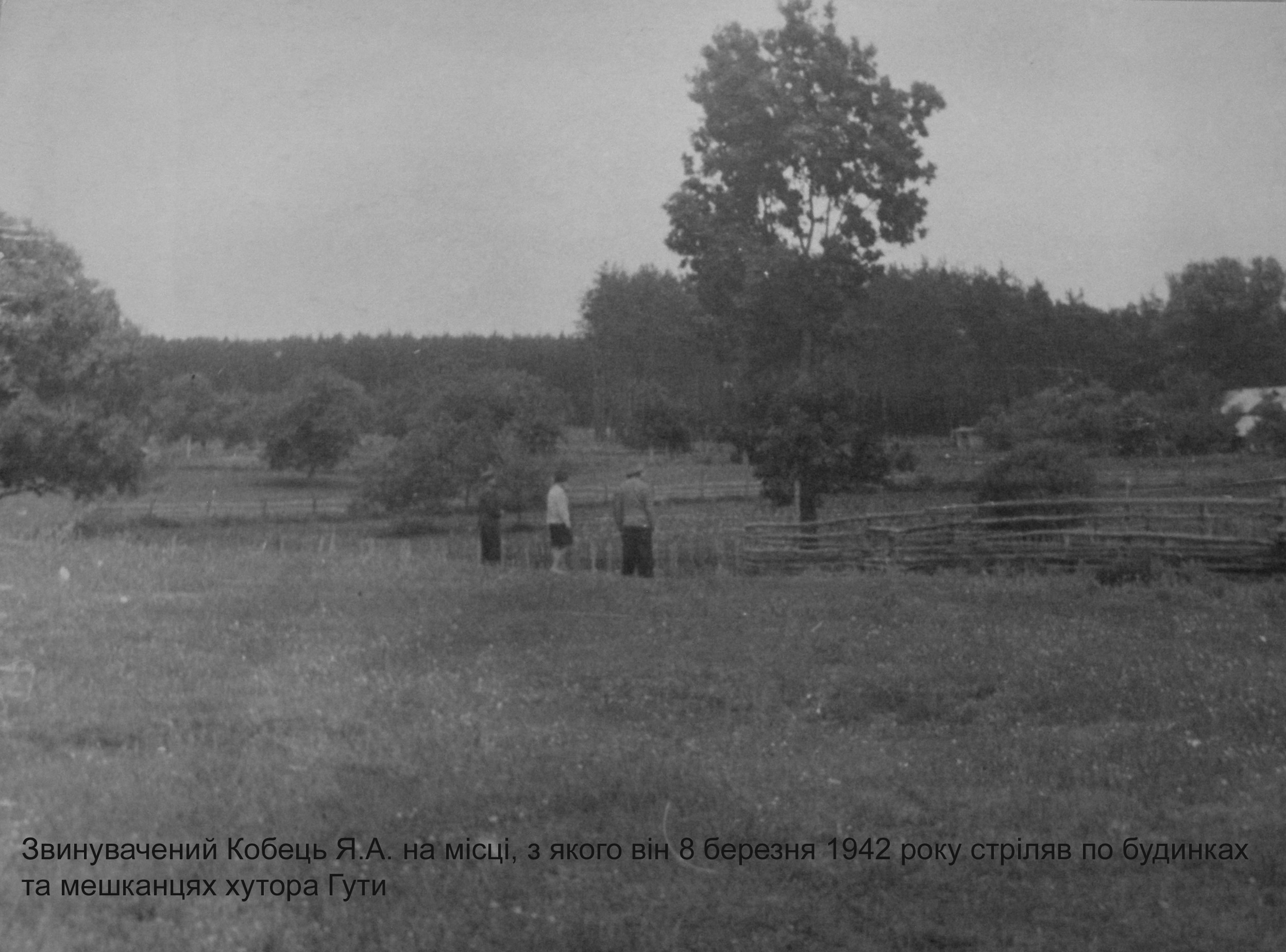
Звинувачений Кобець Я.А. на місці, з якого він 8 березня 1942 року стріляв по будинках та мешканцях хутора Гути
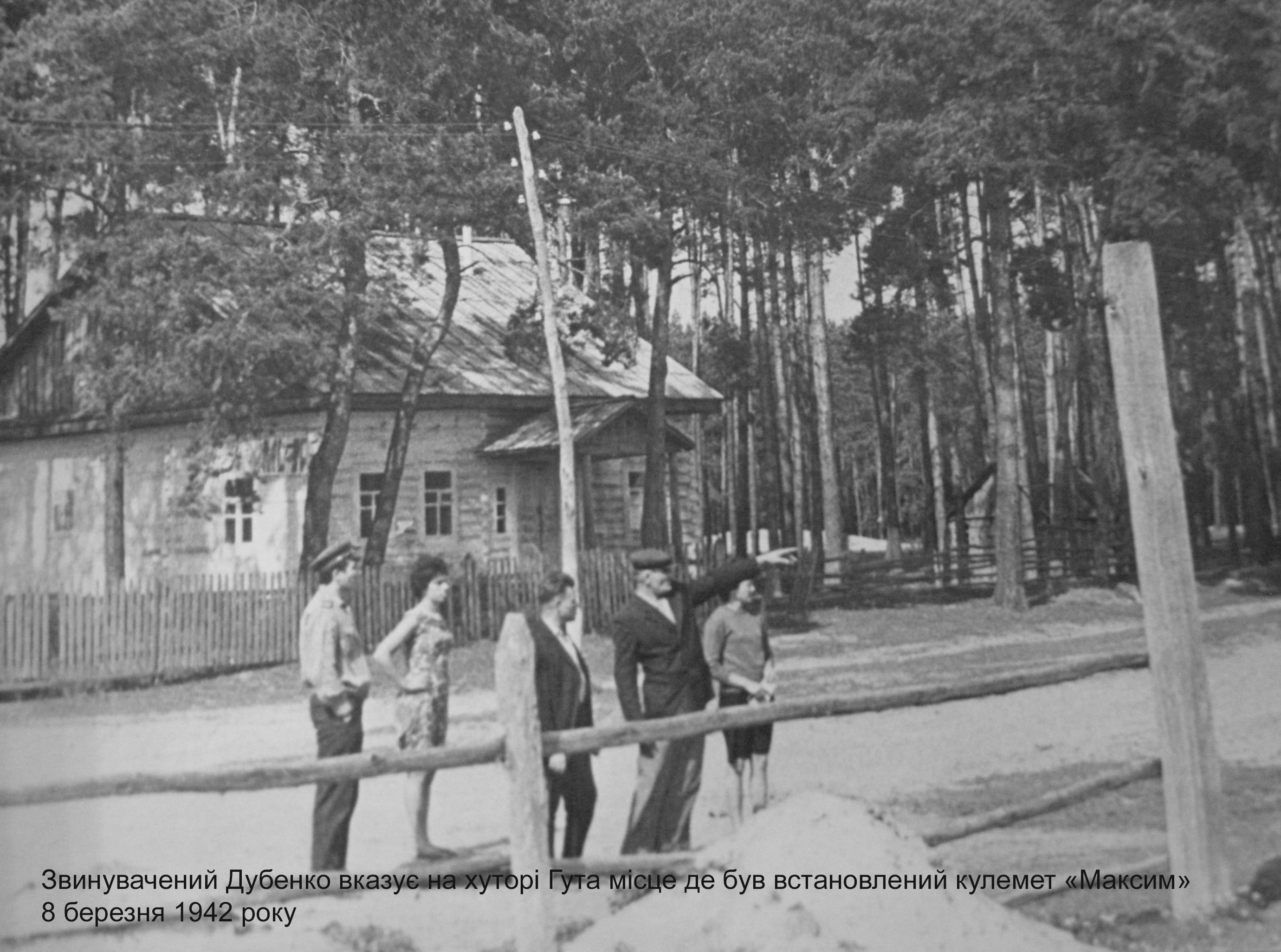
Звинувачений Дубенко вказує на хуторі Гута місце де був встановлений кулемет «Максим» 8 березня 1942 року